# Glenea strigata
Glenea strigata är en skalbaggsart som beskrevs av James Thomson 1860.
Glenea strigata ingår i släktet Glenea och familjen långhorningar. Inga underarter finns listade i Catalogue of Life.